# Tajnosti Neda a Edny
Tajnosti Neda a Edny (v anglickém originále Ned 'n Edna's Blend) jsou 21. díl 23. řady (celkem 507.) amerického animovaného seriálu Simpsonovi. Scénář napsal Jeff Westbrook a díl režíroval Chuck Sheetz. V USA měl premiéru dne 13. května 2012 na stanici Fox Broadcasting Company a v Česku byl poprvé vysílán 30. srpna 2012 na stanici Prima Cool.

## Děj
Chazz Busby, učitel baletu z dílu Není kouře bez tance, začne dělat konkurz na herce pro inscenaci pašijové hry. Ned se zúčastní konkurzu, aby si již pátým rokem zopakoval roli Ježíše, ale je odmítnut, když v něm Chazz nevidí dostatečný potenciál. Homer zaslechne Chazzův rozhovor s Nedem a požádá ho, aby roli Ježíše přijal, což se mu podaří. Homer svým výkonem ohromí publikum a vše jde skvěle až do chvíle, kdy se kříž, ke kterému je Homer přivázán, zlomí a spadne na Neda. Než sanitka odjede, Edna Krabappelová si přeje nastoupit do sanitky k Nedovi, ale je jí to zakázáno, protože do sanitky smějí jen členové rodiny. Ned ale prozradí, že je jeho ženou a že se tajně vzali. 
Když se zpráva o Nedově a Ednině svatbě rozšíří po městě, Marge nabídne uspořádat oslavu jejich svatby a oba souhlasí. Bart, jenž si všimne, že se Edna snaží sblížit s Rodem a Toddem, když je s nimi sama, ji nabádá, aby je uvedla do „skutečného světa“, jinak pro ně bude život nesmírně těžký. Zatímco Ned je na podpůrném setkání leváků, Edna jde na jednu z rodičovských schůzek Roda a Todda. Edna je znechucena nedostatkem vzdělání v jejich škole a přeloží je na Springfieldskou základní školu. Té noci se Nedovi zdá sen, že Rod a Todd nesplňují jeho očekávání. V den oslavy se Edna a Ned pohádají kvůli Rodově a Toddově módě a novému slovníku. Edna, naštvaná Nedovou neschopností jí důvěřovat, odchází s dětmi, zatímco Ned zůstává na noc u Simpsonových. Druhý den ráno Ned vidí, jak se Homer a Marge pohádali, a uvědomí si, že vždycky budou věci, na kterých se s Ednou neshodnou, a tak spěchá do školy a s Ednou se usmíří. Na konci Homer převlečený do kostýmu Ježíše otevře půjčovnu Slimák Sam, jež je odkazem na billboard v úvodu dílu, a tvrdí, že je skutečný Ježíš, dokud ho Bůh nešokuje bleskem. 

## Vydání

### Hodnocení
Epizoda byla původně vysílána na stanici Fox ve Spojených státech 13. května 2012. Během tohoto vysílání ji sledovaly přibližně 4 miliony lidí. V demografické skupině dospělých ve věku 18–49 let získala rating 1,9 podle agentury Nielsen. Simpsonovi byli třetí nejlépe hodnocený pořad v demografické skupině 18–49 let v rámci bloku Animation Domination na stanici Fox ten večer.

### Kritické přijetí
Rowan Kaiser, kritik The A.V. Clubu, udělil dílu hodnocení B+ a napsal: „Při zpětném pohledu je snadné říci, že Simpsonovi prodávali vztah ‚Nedna‘ nešťastným způsobem. Okamžitým vytvořením názvu vztahu a jeho proměnou ve finále / hlasovací trik seriál způsobil, že to vypadalo jako zoufalý výkřik o relevanci (Marge to mlčky přiznává, když na Homera vyjede ‚Žádné hlasování!‘). Ale jak ukázala dnešní epizoda, kdyby se vztah Neda a Edny mohl vyvíjet organičtěji, bez mimotextových zvonků a píšťalek, mohl být a stále může být něčím, co okamžitě nevyvolá cringe.“.
Tato epizoda získala Cenu Sdružení amerických scenáristů v kategorii animace.